# C/2012 L1 (LINEAR)
C/2012 L1 (LINEAR) — одна з довгоперіодичних комет. Ця комета була відкрита 1 червня 2012 року; вона мала 19.0m на час відкриття.